# Noradrenalină
Noradrenalina, sau norepinefrina, este o catecolamină, care joacă multiple roluri ca hormon adrenergic și neurotransmițător al sistemului nervos simpatic. 
Noradrenalina este mediatorul terminațiilor nervoase vegetative postganglionare simpatice prezente la nivelul tuturor efectorilor vegetativi periferici (mușchi netezi, glande). La nivel central, cel mai bogat în noradrenalină este locus ceruleus, care trimite prelungiri noradrenalinice atât descedente (spre centrii vegetativi bulbari, coloana laterală), cât și ascendente (spre hipotalamus, cerebel, sistemul limbic și neocortex). Aceasta mai poate fi localizată în cantități mari și în nucleul caudal ventro-lateral. Noradrenalina este responsabilă de asemenea pentru neurotransmiterea adrenergică. 

## Sinteza
Norepinefrina este sintetizată din dopamină, reacția fiind catalizată de către dopamin hidroxilază. Noradrenalina este în același timp considerată un precursor metabolic al adrenalinei (NOR fiind un acronim pentru Nitrogen Ohne Radikal, adică azot fără radical, adrenalina fiind o moleculă de noradrenalină N-metilată). Noradrenalina este secretată de către glandele suprarenale, precum și de nervii adrenergici.

## Acțiune
Noradrenalina este secretată ca urmare a stresului cu care corpul este obisnuit sau a presiunii sangvine joase. Norepinefrina crește frecvența cardiacă și poate redirecționa fluxul sangvin către mușchi. Aceasta mărește nivelul glucozei din sânge pentru a asigura celulelor un aport energetic mai mare. De asemenea, noradrenalina poate cauza contracția mușchilor netezi prin activarea α-receptorilor adrenergici. Prin stimularea receptorilor ß1 de la nivelul inimii, noradrenalina poate accelera ritmul bătăilor și conductibilitatea la nivelul nodului atrio-ventricular, de asemenea mărind contractilitatea și excitabilitatea cordului. Norepinefrina este un agent anti-inflamatoriu atunci când este secretată de locus ceruleus. 
Ca neurotransmițător, este responsabil de dispoziție, regularea presiunii sangvine și excitare. 